# ناتالي كريل
ناتالي كريل (ولدت في 4 فبراير 1983) ممثلة كندية وراقصة سابقة. عرفت بمشاركتها دور البطولة في فيلم بيلو هير ماوث (2016)

## روابط خارجية
- موقع ناتالي كريل الرسمي
- ناتالي كريل على موقع IMDb (الإنجليزية)
- ناتالي كريل على موقع قاعدة بيانات الفيلم (الإنجليزية)